# Schulddeflatie

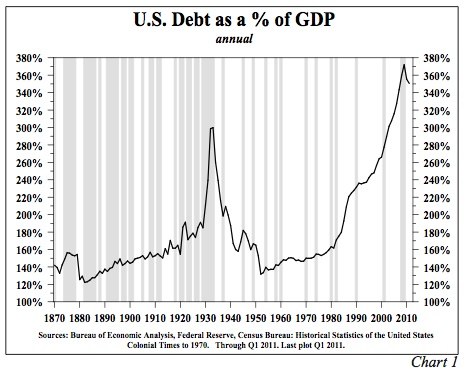
Historische schuldgraad van de VS in BBP-termen (1870-2011). De pieken vallen samen met de twee grote crisissen.

Schulddeflatie (Engels: debt deflation) doet zich voor wanneer overmatige private schulden debiteuren dwingen tot een crisisuitverkoop, die de economie in een deflatoire spiraal brengt waarbij dalende prijzen en lonen op hun beurt nieuwe insolventies uitlokken. De theorie is ontwikkeld door Irving Fisher als een verklaring voor de Beurskrach van 1929 en de Grote Depressie die erop volgde. Ze werd grotendeels genegeerd door neoklassieke economen maar inspireerde vele anderen, voornamelijk de post-Keynesianen. Zij zien de kredietcrisis die uitbrak in 2008 als een schoolvoorbeeld van schulddeflatie.

## Het model van Fisher
Professor Fisher was een goeroe van Wall Street die een eigen investeringsbank had uitgebouwd. In september 1929, aan de vooravond van de krach, deed hij een ongelukkige voorspelling: "Aandelenprijzen schijnen een permanent hoog plateau te hebben bereikt". De volgende maand kelderde de beurs en in de nasleep daarvan ging zijn bank ten onder, met talloze andere. Het dwong Fisher om zijn aannames te herzien. Hij nam afstand van het dominante evenwichtsdenken dat het kapitalisme als inherent stabiel beschouwde. In 1931-32 presenteerde hij, voortbouwend op Thorstein Veblen, zijn ideeën over schulddeflatie. Excessief vertrouwen leidde volgens Fisher tot overinvesteringen, gefinancierd door onverantwoorde kredieten. Nadien is een kleine verstoring voldoende om de dynamiek te doen omslaan. Iedereen wil de opgestapelde schulden afbouwen, maar het afbetalen ervan in nominale termen doet de geldhoeveelheid krimpen en zorgt ervoor dat de reële waarde van de schulden stijgt. Hoe meer debiteuren afbetalen, hoe meer ze zich in de schulden werken. De Australische econoom Steve Keen noemt dit de Paradox van Fisher.
Volgens Fisher hadden zulke episodes van schulddeflatie zich onder meer voorgedaan in 1837, 1873 en 1929–1933. Hij zag reflationaire maatregelen als de enige manier om uit de vicieuze cirkel te breken.

## Minsky en de post-keynesianen
Hyman Minsky nam de theorie van Fisher en combineerde ze met Keynesiaanse inzichten. Zijn Financial Instability Hypothesis ziet het ontstaan van economische crisissen in de accumulatie van schulden door de private sector. Ze vertrekt vanuit de vaststelling dat het courante praktijk is om investeringen in activa te financieren met leningen waarvan de voorwaarden vrij op de markt worden bepaald. Dit houdt volgens Minsky in dat een goed draaiende economie automatisch zal ontaarden in een speculatieve zeepbel. Naarmate de herinnering aan een voorbije crisis vervaagt, nemen bedrijven en financiers genoegen met steeds kleinere veiligheidsmarges (risicopremies, debt-to-equity ratio's...). De grotere beschikbaarheid van financiering zorgt ervoor dat prijzen van de gefinancierde assets sneller stijgen dan die van geproduceerde goederen. De almaar stijgende assetprijzen lijken op hun beurt de lossere houding te rechtvaardigen en zorgen bovendien voor nog meer appetijt in investeringen. De proportie aan speculatieve leningen neemt toe (= kredieten die regelmatig geherfinancierd moeten worden) en er ontstaan zelfs ponzileningen die enkel terugbetaald kunnen worden als de waarde van het onderliggende actief blijft toenemen. Uiteindelijk komt er druk om de schuldratio's terug te dringen en kan vrij plots paniek ontstaan. De kredietlijnen bevriezen en zelfs voorzichtige hedgingleningen kunnen in de problemen komen. Slechts twee krachten kunnen de wanverhouding tussen schuldgraad en cash flow uit de onderliggende assets wegwerken: vermogensdeflatie (assets worden goedkoper) of prijsinflatie (producten worden duurder). De tweede weg leidt tot een periode van lage groei en hoge inflatie, maar is uiteindelijk zelfcorrigerend (tijdelijke stagflatie). De eerste weg is daarentegen zelfversterkend. Dit is Minsky's verklaring voor het bestaan van depressie's. Als de inflatiegraad laag is bij het uitbreken van de crisis, zal de economie beginnen wegzinken in een spiraal van schulddeflatie.
Postkeynesiaanse economen hebben de theorie van Minsky verder uitgewerkt. Steve Keen heeft de proposities in een non-lineair wiskundig model gegoten (met zijn Minsky software). In december 2005 besloot hij om op basis van de exponentieel toegenomen private schuldgraad te waarschuwen voor een komende kredietcrisis die waarschijnlijk de vorm zou aannemen van een schulddeflatie.

## Ben Bernanke
Ben Bernanke, de latere voorzitter van de Federal Reserve, was de eerste neoklassieke econoom die aandacht had voor schulddeflatie (1983). Dit had te maken met zijn fascinatie voor de Grote Depressie. Minsky kende naar zijn mening te weinig rationaliteit toe aan economische agenten, een sleutelpostulaat in de neoklassieke leer. Daarom liet Bernanke Minsky links liggen en greep hij terug naar Fisher, zij het onder amputatie van diens idee dat schulden macro-economische effecten hebben op de vraagzijde. In de ogen van Bernanke had deflatie hoogstens tot gevolg dat de schuldenaar een hoger bedrag moest aflossen aan de schuldeiser (in reële termen). De hoofdoorzaak van de Grote Depressie zocht hij dan ook elders, namelijk bij het reduceren van de geldbasis door de Fed (juni 1929 - juni 1931).